# Zmaj Jovina (Novi Sad)
Zmaj Jovina (v srbské cyrilici Змај Јовина) je hlavní ulice v centru Nového Sadu, metropole srbské Vojvodiny. Spojuje náměstí svobody s palácem Vladičanski dvor. V současné době slouží jako živé centrum celého města a je klidovou zónou; neslouží dopravě a byla upravena jako pěší zóna.
Původní název ulice, která nese své jméno podle spisovatele dětské literatury ze Sremské Kamenice je Glavna ulica (Hlavní ulice, německy Hauptgasse, maďarsky Fő tér). Nejstarší budova na této třídě nese název „Kod belog lava“ (U bílého lva) a pochází z roku 1720.
Ještě před vypuknutím první světové války byla přejmenována na počest Lájose Kossutha. Po vytvoření Království Srbů, Chorvatů a Slovinců, jehož součástí byl také Novi Sad, byla přejmenována podle krále Petra I. Po roce 1945 nesla název Maršala Tita. Do roku 1958 jezdily po třídě také tramvaje. Současný název získala po pádu komunistického režimu. Jovan Jovanović zmaj má také na severním konci ulice svojí sochu.
V roce 1984 v souvislosti s pořádáním světového šampionátu ve stolním tenise (které se konalo ve sportovně-obchodním centru SPENS) byla třída přestavěna a dostala současnou podobu pěší zóny.